# Gottlieb Jakob Planck
Gottlieb Jakob Planck (15 novembre 1751 à Nürtingen, Duché de Wurtemberg - 31 août 1833 à Göttingen, Royaume de Hanovre) est un historien et théologien protestant allemand.

## Biographie
Planck naît le 15 novembre 1751 à Nürtingen dans le duché de Wurtemberg, où son père occupe les fonctions de notaire. Il est formé pour occuper un poste de ministre du culte protestant à Blaubeuren, Bebenhausen et à l'université de Tübingen. En 1774, il devient répentant à Tübingen, prêcheur à Stuttgart en 1780 et professeur de théologie à l'université de Göttingen en 1784.
À Tübingen, Planck rédige Das Tagebuch eines neuen Ehemannes. En 1781, il publie anonymement le premier volume de Geschichte des protestantischen Lehrbegriffs ; le second, toujours anonymement, est publié en 1783. L'ouvrage de 6 volumes sera complété en 1800. Ensuite, Planck publie de 1803 à 1809 son Geschichte der christlich-kirchlichen Gesellschaftsverfassung (Histoire de la constitution ecclésiastique de la société chrétienne) en 5 volumes, une étude « du droit et de la constitution politique de l'Église ». Ces deux ouvrages, importants, démontrent la grande érudition de leur auteur.
Il meurt à Göttingen le 31 août 1833.
Son fils Heinrich Ludwig Planck (1785-1831), aussi professeur de théologie à Göttingen, a publié Bemerkungen über den ersten Brief an den Timotheus en 1808, et Abriss d. philos. Religionslehre en 1821.